# Bouvaincourt-sur-Bresle
Bouvaincourt-sur-Bresle är en kommun i departementet Somme i regionen Hauts-de-France i norra Frankrike. Kommunen ligger i kantonen Gamaches som tillhör arrondissementet Abbeville. År 2022 hade Bouvaincourt-sur-Bresle 800 invånare.

## Befolkningsutveckling
Antalet invånare i kommunen Bouvaincourt-sur-Bresle
| Referens: INSEE |